# Noche Alba

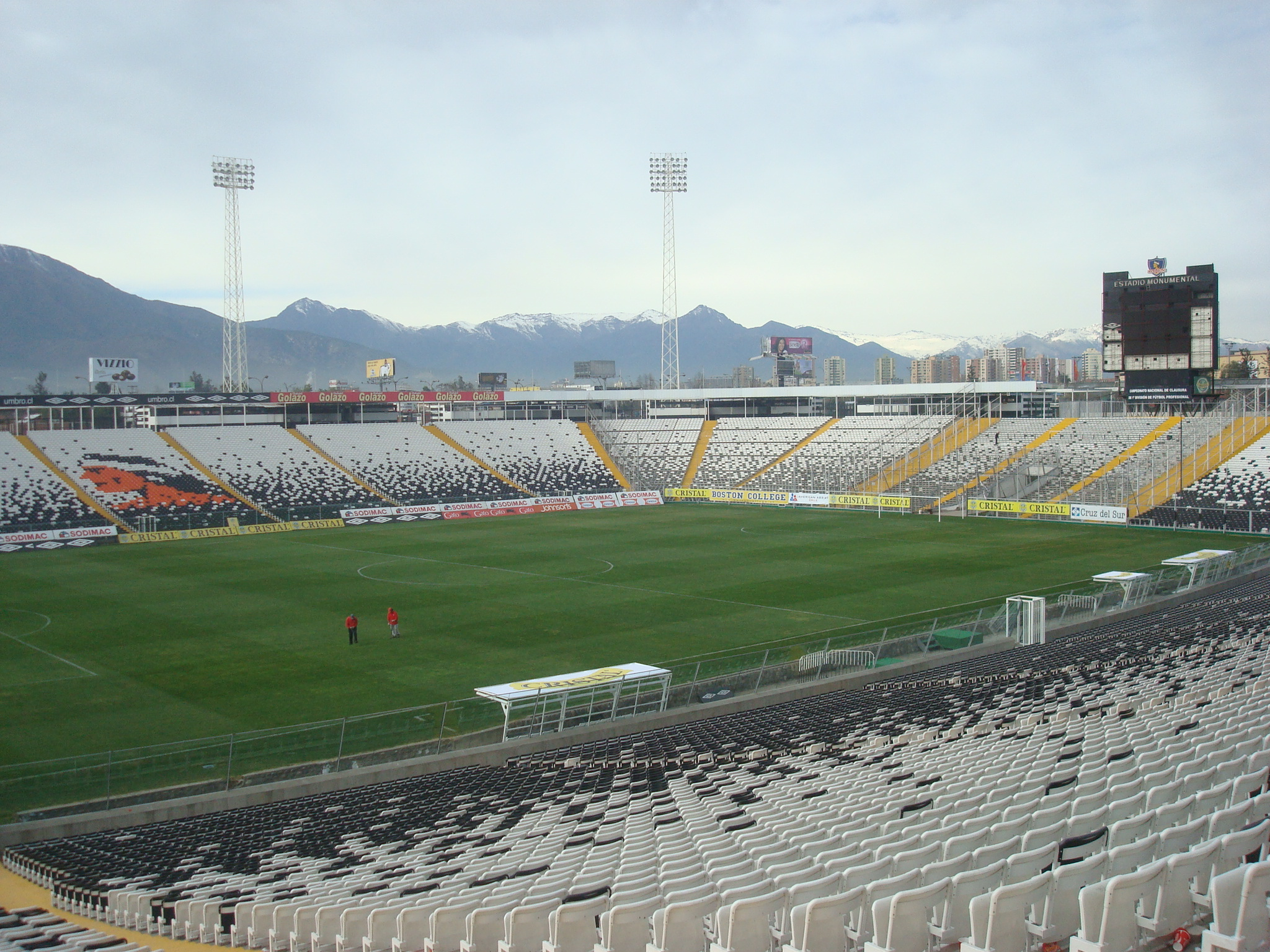
El Estadio Monumental es el escenario escogido todos los años para el evento.

Noche Alba es como se le denomina a la jornada de presentación del plantel del equipo chileno de fútbol Colo-Colo, que se realiza a principios de cada año desde 1992 (excepto en 1995, 2002, y  2013 y 2017 y entre 2021 ,2022 y 2023). El evento se caracteriza por tener espectáculos artísticos y un partido amistoso luego de la presentación de los jugadores y el cuerpo técnico.

## Historia
En 1992 tras el viaje a España donde Colo-Colo caía en un amistoso frente al Real Madrid por 6:1, al dirigente Jorge Vergara se le ocurrió traer a Chile la idea de realizar un encuentro amistoso en el que se mostraran los jugadores recién contratados por el club, algo similar a lo que hacía el Atlético de Madrid y su Noche Colchonera.
Ese mismo año debutó el evento. En aquella ocasión fueron presentadas figuras como Aníbal González y el campeón del mundo Claudio Borghi, ante un Estadio Monumental totalmente lleno gracias a la política de regalar entradas y vender a precios rebajados. Esa primera Noche Alba culminó con un partido entre los jugadores titulares y los reservas.
A partir de entonces, esta ceremonia se volvió un ritual de todos los veranos, en donde no solo se presentaban ante la hinchada a las nuevas contrataciones, sino que también se presentaba la nueva camiseta que se usaría en la temporada, y además se armaban grandes espectáculos con artistas del momento que animaban la espera de las presentaciones.
Una gran tradición impuesta en este evento es la presentación del «tapado», denominación que reciben las contrataciones sorpresas y que, incluyendo la prensa, todos desconocen. El primer «tapado» sería Claudio Borghi.
La edición de 1994 es tal vez una de las más recordadas. A la llegada de Ricardo Manteca González al club también se destaca la de Toninho, jugador brasileño que llegó regalando biblias, razón por la cual fue apodado «El Bíblico».
Con anécdotas de este tipo, los brasileños han sido los protagonistas de la Noche Alba. En 1996 fue presentado Emerson Pereira ante una ovación del público, pero lo curioso fue que la noche anterior el jugador había sido disfrazado de mozo en un asado que se realizó para los periodistas deportivos, en el que nadie fue capaz de reconocerlo.
La presentación más espectacular fue la del entrenador Nelsinho Baptista, quien fuera el gran «tapado» en 1999, haciendo ingreso a la cancha en un helicóptero, ante la sorpresa de todos los asistentes al evento.
Uno de los hechos más particulares fue el caso de Ricardo Rojas, quien fue presentado en 1996 pero nunca llegó al club. Varios años más tarde, en 2008, nuevamente sería presentado y esta vez si vestiría la camiseta de Colo-Colo.
En cuanto a números, la oportunidad en donde menos nombres fueron presentados fue en 1998, con Wilson Contreras como la única contratación, mientras que al contrario se da dos años más tarde, cuando fueron 15 los jugadores que llenaron la tarima, además de Fernando Morena quien llegaba como nuevo entrenador. De aquel grupo destaca Arturo Sanhueza, quien sería capitán años más tarde.
La importancia de la Noche Alba es tal que solo en dos ocasiones no se ha realizado, en 1995 y en 2002, sin embargo, jugadores llegados esos años marcarían de igual forma al equipo, como lo fue Marcelo Espina y Francisco Huaiquipán.

## Ediciones

### 1992
| John Ahumada    |
| Pedro Arancibia |
| Claudio Borghi  |
| Aníbal González |
| Mario Rebollo   |
| Hugo Rubio      |

- Jorge Cortés,  George Biehl y  Gustavo de Luca fueron presentados días después como nuevas incorporaciones para la temporada.[5]

### 1993
| Jorge Contreras  |
| Eduardo Hurtado  |
| Juan Umaña       |
| Fernando Vergara |
| Patricio Yáñez   |

- Gustavo Badell y  Pedro Reyes fueron presentados días después como nuevas incorporaciones para la temporada.

### 1994
| Luis Ceballos      |
| Marcelo Fracchia   |
| Aníbal González    |
| Hugo González      |
| Ricardo González   |
| Toninho Dos Santos |
| Rubén Vallejos     |

### 1996
| Javier Alonso        |
| Moisés Ávila         |
| Marcelo Barticciotto |
| Francis Ferrero      |
| Juan Carlos González |
| Emerson Pereira      |
| Ricardo Rojas        |
| José Luis Sierra     |

### 1997
| Ismael Ahumada       |
| Miguel Latín         |
| Nicolás Lauría Calvo |
| Raúl Muñoz           |
| Manuel Neira         |
| Paulão               |
| Francisco Rojas      |
| Luka Tudor           |
| Carlos Vega          |
| Marco Villaseca      |
| José Yates           |
| Richard Zambrano     |

### 1998
| Wilson Contreras |

### 1999
| Nelsinho Baptista (DT) |
| Cristian Montecinos    |
| Manuel Neira           |
| Cristián Uribe         |
| Ricardo Viveros        |

### 2000
| Fernando Morena (DT) |
| Pedro Acevedo        |
| Héctor Adomaitis     |
| Francis Ferrero      |
| Cristián Flores      |
| Felipe Flores        |
| Jaime González       |
| Luis Guajardo        |
| Frank Lobos          |
| Jaime Lo Presti      |
| Esteban Mancilla     |
| Cristián Olivares    |
| Raúl Palacios        |
| Carlos Reyes         |
| Claudio Salinas      |
| Arturo Sanhueza      |

### 2001
| Roberto Hernández (DT) |
| Fernando Gamboa        |
| Marcelo Peña           |
| Sebastián Rozental     |

- Marcelo Espina fue anunciado como refuerzo para julio, fecha en que terminaba su contrato con Racing de Santander español.[7]
- Marcelo Miranda fue presentado días después como nueva incorporación para la temporada.

### 2003
| Luis Díaz           |
| Cristián Gómez      |
| Miguel Ángel Romero |
| Juan Pablo Úbeda    |
| Marco Villaseca     |
| Iván Zamorano       |

### 2004
| Christian Gálvez     |
| Francisco Huaiquipán |
| Miguel Ramírez       |
| Joel Soto            |
| Jorge Valdivia       |
| Rodrigo Viligrón     |

### 2005

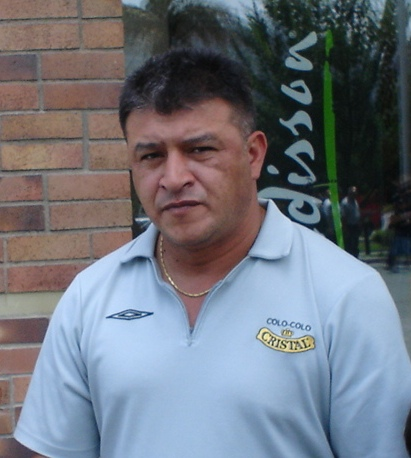
Claudio Borghi, que fue presentado en 1992 como jugador y en 2006 como entrenador.

| Alejandro Carrasco |
| Juan Manuel Lucero |
| Daniel Sanabria    |
| Braulio Leal       |
| Arturo Sanhueza    |

### 2006
| Claudio Borghi (DT) |
| Celso Ayala         |
| José Luis Jerez     |
| Héctor Mancilla     |
| Benjamín Ruiz       |
| Humberto Suazo      |

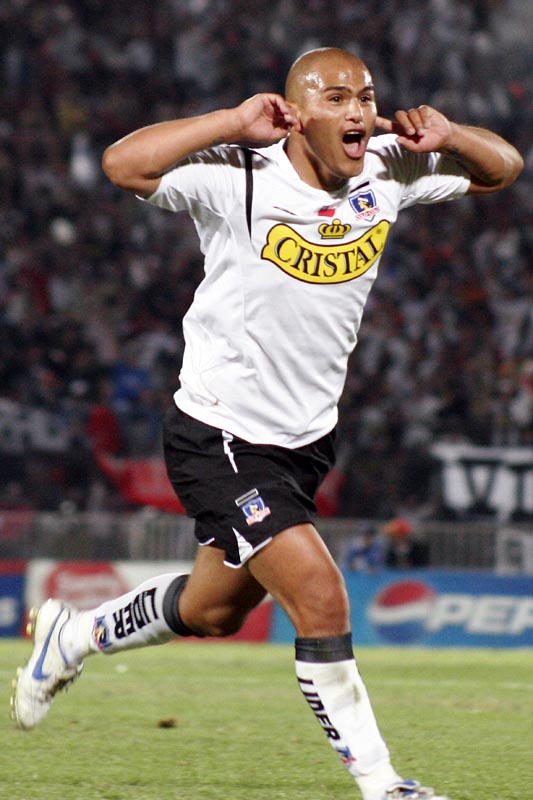
Humberto Suazo llegó en 2006 proveniente de Audax Italiano.

- Rodrigo Meléndez fue presentado días después como nueva incorporación para la temporada.[8]

### 2007
| Edison Giménez     |
| Boris González     |
| Giovanni Hernández |
| Gonzalo Jara       |
| Rodrigo Millar     |
| Gilberto Velásquez |
| Rainer Wirth       |

Partido
| Noche Alba 2007; 19 de enero de 2007 | Colo-Colo                            | 3:1 (2:0) | Quilmes     | Estadio Monumental, Santiago, Chile                       |                                                           |
|                                      | Giménez 23' · Jerez 26' · Fierro 55' | Reporte   | 58' Pereira | Asistencia: 15.000 espectadores Árbitro(s): Eduardo Ponce | Asistencia: 15.000 espectadores Árbitro(s): Eduardo Ponce |

### 2008

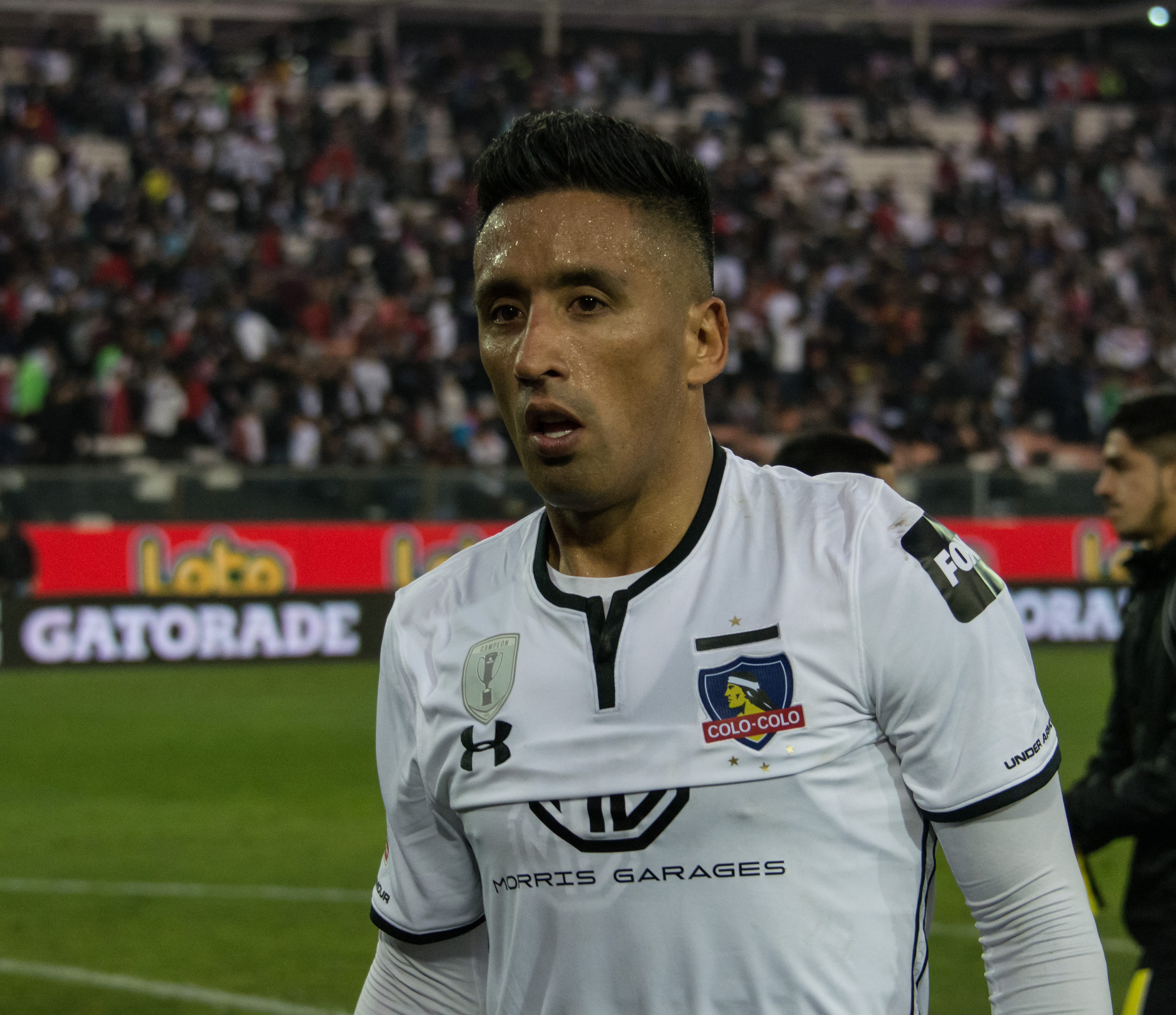
Lucas Barrios llegó en 2008 proveniente de Atlas.

| Lucas Barrios        |
| Daniel González      |
| Ricardo Rojas        |
| José Domingo Salcedo |

### 2009
| Nelson Cabrera   |
| César Carranza   |
| Gerardo Cortés   |
| Yerson Opazo     |
| Francisco Prieto |
| Rodrigo Riquelme |

Partido
| Noche Alba 2009; 28 de enero de 2009 | Colo-Colo   | 1:3 (0:2) | Newell's Old Boys                           | Estadio Monumental, Santiago, Chile |  |
|                                      | Barrios 64' |           | 19' Insaurralde · 30' Armani · 53' Sperduti |                                     |  |

### 2010
| Claudio Graf     |
| Luis Pavez       |
| Matías Quiroga   |
| Andrés Scotti    |
| Nery Veloso      |
| Rodrigo Riquelme |

Partido
| Noche Alba 2010; 14 de enero de 2010 | Colo-Colo                    | 3:3 (1:0) | Olimpia                                    | Estadio Monumental, Santiago, Chile |  |
|                                      | Bogado 36' · Torres 63', 76' |           | 57' Melgarejo · 80' Uglessich · 90' Cuevas |                                     |  |

### 2011
| Agustín Alayes |
| Juan Castillo  |
| Daúd Gazale    |
| Patricio Jerez |
| Álvaro Ormeño  |
| Mario Salgado  |

- Marco Medel fue presentado días después como nueva incorporación para la temporada.[9]

Partido
| Noche Alba 2011; 25 de enero de 2011 | Colo-Colo                | 2:3 (0:0) | Nacional                                | Estadio Monumental, Santiago, Chile |                                    |
|                                      | Miralles 55', 81' (pen.) |           | 47' (pen.), 58' Porta · 88' Cauteruccio | Árbitro(s): Patricio Polic (Chile)  | Árbitro(s): Patricio Polic (Chile) |

### 2012

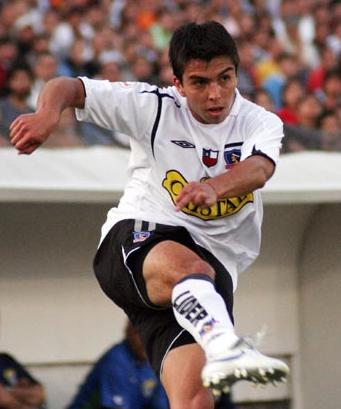
Gonzalo Fierro retornó al club luego de 4 años.

| Horacio Cardozo       |
| Pablo Contreras       |
| Leandro Delgado       |
| Gonzalo Fierro        |
| Miguel Ángel González |
| Juan Toloza           |
| Mathías Vidangossy    |

- Rodrigo Báez[10] y  Renny Vega[11] fueron presentados días después como nuevas incorporaciones para la temporada.

Partido
| Noche Alba 2012 Copa PF; 24 de enero de 2012 | Colo-Colo               | 2:0 (1:0) | Alianza Lima | Estadio Monumental, Santiago, Chile |                                   |
|                                              | Fierro 10' · Millar 75' |           |              | Árbitro(s): Enrique Osses (Chile)   | Árbitro(s): Enrique Osses (Chile) |

### 2013
| Emilio Hernández |
| Emiliano Vecchio |

Partido
| Noche Alba 2013; 22 de enero de 2013 | Colo-Colo        | 2:1 (1:0) | San Martín de San Juan | Estadio Monumental, Santiago, Chile |  |
|                                      | Muñoz 16', 90+1' |           | 82' Poggi              |                                     |  |

### 2017

#### Enero
| Mark González |
| Pedro Morales |

Partido
| Noche Alba 2017; 24 de enero de 2017 | Colo-Colo  | 1:0 (0:0) | Lanús | Estadio Monumental, Santiago, Chile |                            |
|                                      | Rivero 72' |           |       | Árbitro(s): Julio Bascuñán          | Árbitro(s): Julio Bascuñán |

#### Julio

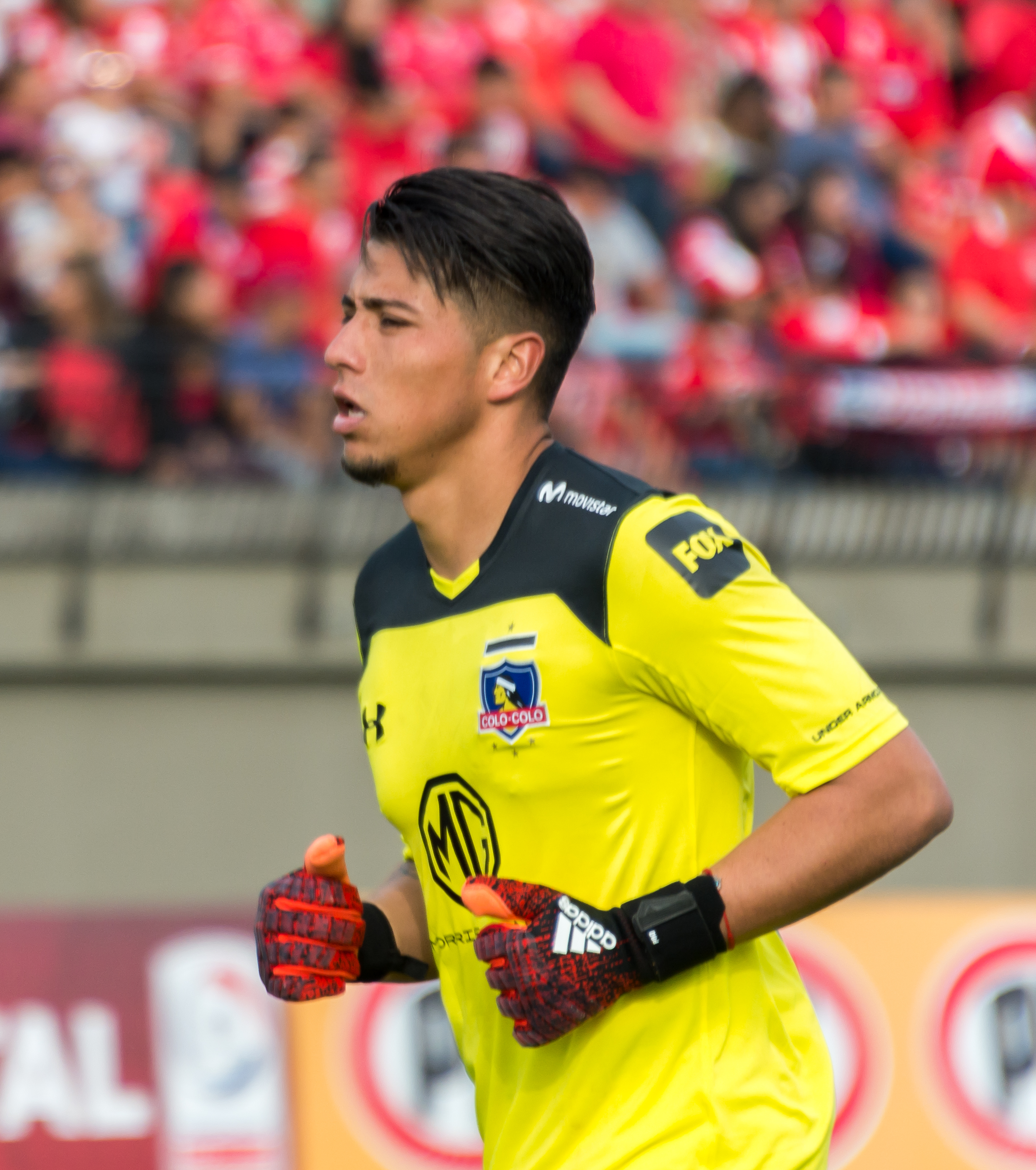
Brayan Cortés llegó en 2018 proveniente de Deportes Iquique.

| Nicolás Maturana |
| Óscar Opazo      |
| Agustín Orion    |
| Jorge Valdivia   |

Partido
| Noche Alba 2017; 12 de julio de 2017 | Colo-Colo  | 1:0 (1:0) | Huachipato | Estadio Monumental, Santiago, Chile |  |
|                                      | Paredes 6' |           |            |                                     |  |

### 2018
| Brayan Cortés           |
| Carlos Carmona          |
| César Pinares           |
| Juan Manuel Insaurralde |

Partido
| Noche Alba 2018; 14 de febrero de 2018 | Colo-Colo                                  | 3:1 (1:1) | Alianza Lima | Estadio Monumental, Santiago, Chile |  |
|                                        | Valdivia 12' · Villanueva 48' · Rivero 83' |           | 27' Hohberg  |                                     |  |

### 2019
| Mario Salas (DT) |
| Gabriel Costa    |
| Andrés Vilches   |
| Marcos Bolados   |

Partido
| Copa Noche Alba 2019; 19 de enero de 2019 | Colo-Colo | 0:2 (0:0) | Estudiantes (LP)                | Estadio Monumental, Santiago, Chile |  |
|                                           |           |           | 72' Kalinski · 90+2' Pellegrini |                                     |  |

### 2020
| Miguel Pinto      |
| César Fuentes     |
| Leonardo Valencia |
| Matías Fernández  |

- Nicolás Blandi fue presentado días después como nueva incorporación para la temporada.[13]

Partido
| Noche Alba 2020; 5 de enero de 2020 | Colo-Colo | 0:0 (0:0) | Selección sub-23 | Estadio Monumental, Santiago, Chile                            |                                                                |
|                                     |           | Reporte   |                  | Asistencia: ~20 000 espectadores Árbitro(s): Ángelo Hermosilla | Asistencia: ~20 000 espectadores Árbitro(s): Ángelo Hermosilla |